# 1997년 8월
| 1997년: 1월 · 2월 · 3월 · 4월 · 5월 · 6월 · 7월 · 8월 · 9월 · 10월 · 11월 · 12월 |

| <          | 1997년 8월 | 1997년 8월 | 1997년 8월 | 1997년 8월 | 1997년 8월  | >          |
| 일         | 월         | 화         | 수         | 목         | 금          | 토         |
|            |            |            |            |            | 1 6.28 을해 | 2 29 병자  |
| 3 7.1 정축 | 4 2 무인   | 5 3 기묘   | 6 4 경진   | 7 5 신사   | 8 6 임오    | 9 7 계미   |
| 10 8 갑신  | 11 9 을유  | 12 10 병술 | 13 11 정해 | 14 12 무자 | 15 13 기축  | 16 14 경인 |
| 17 15 신묘 | 18 16 임진 | 19 17 계사 | 20 18 갑오 | 21 19 을미 | 22 20 병신  | 23 21 정유 |
| 24 22 무술 | 25 23 기해 | 26 24 경자 | 27 25 신축 | 28 26 임인 | 29 27 계묘  | 30 28 갑진 |
| 31 29 을사 |            |            |            |            |             |            |

| - 8월 31일 - 웨일스 공작 부인 다이애나 편집하기 |

## 1997년8월 19일
- 조선민주주의인민공화국이 경수로를 착공했다.

## 1997년8월 15일
- 대한민국의 김영삼 대통령이 광복절 기념사서 한반도 평화정착 위한 4대원칙을 발표했다.

## 1997년8월 6일
- 대한항공 801편이 괌에서 추락하여 228명이 사망했다.